# إيغور كوليدا
إيغور كوليدا (مواليد 16 أكتوبر 1978) هو سبّاح من روسيا البيضاء، مثّل بلاده في الألعاب الأولمبية الصيفية 2000.

## روابط خارجية
إيغور كوليدا على موقع الاتحاد الدولي للسباحة (الإنجليزية)
- إيغور كوليدا على موقع أوليمبيديا (الإنجليزية)